# Carole Jane Pachl
Carole Jane Pachl, född den 23 december 1938 i Prag i dåvarande Tjeckoslovakien, var en konståkare som tävlade för Kanada. Hon vann tre guld vid Kanadensiska mästerskapen i konståkning och deltog vid Vinterolympiaden 1956.